# Денис Сајденберг
Денис Марвин Сајденберг (  — Филинген-Швенинген, 18. јул 1981) професионални је немачки хокејаш на леду који игра на позицијама одбрамбеног играча.
Члан је сениорске репрезентације Немачке за коју је на међународној сцени дебитовао на светском првенству 2001. године. Био је члан немачког олимпијског тима на хокејашким турнирима на ЗОИ 2002, ЗОИ 2006. и ЗОИ 2010. године.
Каријеру је започео у редовима Адлера из Манхајма са којим је у сезони 2000/01. освојио титулу првака Немачке. По окончању те сезоне учествује на улазном драфту НХЛ лиге (2001. године) где га као 172. пика у шестој рунди бира екипа Филаделфија флајерса. У најјачој хокејашкој лиги на свету дебитовао је у сезони 2002/03. управо за Флајерсе, а највећи успех у НХЛ каријери остварио је у дресу Бостон бруинса са којим је у сезони 2010/11. освојио трофеј победника Стенли купа. 
Од 2016. игра за њујоршке Ајландерсе. 
Његов млађи брат Јаник такође је професионални хокејаш на леду.